# Khākistar o khāk
(Frase principale del film, tratta dal romanzo di Atiq Rahimi)
Khākistar o khāk è un film del 2004 diretto da Atiq Rahimi, basato sul romanzo Terra e cenere dello stesso Rahimi, pubblicato nel 2000.
Il film è stato candidato per rappresentare l'Afghanistan agli Oscar 2005, per l'Oscar al miglior film straniero, ma non ha vinto.

## Trama
Afghanistan. Dastaguir, un anziano uomo accompagnato dal suo nipotino Yassin, sta camminando lungo una strada polverosa dalla sua città di Abqul verso le miniere di carbone di Karkar.
I soldati russi, dopo aver saccheggiato il suo villaggio un giorno, erano tornati il giorno dopo per bruciarlo fino alle fondamenta. "Non hanno risparmiato una sola vita... Non capisco perché Dio abbia ritenuto opportuno punirci" ripercorre con la mente Dastaguir, mentre cammina accanto al bambino. Al suo ritorno al suo villaggio, l'uomo scoprì che sua moglie, suo figlio, sua nuora, i loro figli e la madre di suo nipote, insieme a tutti gli altri abitanti del villaggio, erano stati uccisi.
Sebbene il piccolo e innocente Yassin sia riuscito a sfuggire agli incendi appiccati dai russi nel villaggio, ora è completamente e improvvisamente sordo, ed è confuso. Non capisce perché le pietre di giuggiola che un tempo ticchettavano l'una contro l'altra quando ci giocava, ora non emettono il minimo rumore, perché suo nonno Dastaguir non gli risponda quando gli parla e perché il mondo sia diventato improvvisamente così silenzioso.

## Distribuzione
Il film è stato presentato in anteprima mondiale al Festival di Cannes 2005, in concorso nella sezione Un Certain Regard.

## Riconoscimenti
- 2004 - Festival di Cannes
  - Prix Un Certain Regard du regard vers l'avenir[6]
- 2004 - Oslo-Filharmonien
  - FIPRESCI Prize a Atiq Rahimi[7]
- 2005 - Zanzibar International Film Festival[8]
  - Golden Dhow a Atiq Rahimi